# HD118397
HD118397 — хімічно пекулярна зоря спектрального класу
A й має видиму зоряну величину в смузі V приблизно 10,1.